# Joakim Waller
Joakim Erik Waller, född 13 juni 1989 i Stockholm, är en svensk mangatecknare och illustratör bosatt i Stockholm. 
Waller är sedan 2010 medlem i Nosebleed Studio, tillsammans med vilka han givit ut ett antal böcker.
2018 började Waller publicera Penguin Rumble, en svenskspråkig manga riktad till barn. Den utspelas på ett zoo och handlar om en djurskötare som kan prata med djuren. Serien har även översatts till tyska och italienska.

## Publikationer
- 2007 – I väntan på tåget mot Kokojone i Mangatalangen, en tävling i Shojo Stars
- 2011 – Rainy Day i Swedish Comic Sin 2 ISBN 978-91-633-8432-5
- 2011 – Projekti i Wasabi Press Klara, färdiga, MANGA! ISBN 978-91-637-0672-1
- 2011 – Ocean Stars i Nosebleed Studio Anthology Seaside Stories ISBN 978-91-979604-1-0
- 2016 – Sea Girl i Nosebleed Studio's 10 Years Jubilee Anthology ISBN 978-91-979604-4-1
- 2017 – Häxan i Nosebleed Studio reser i den svenska historien ISBN 978-91-979604-6-5
- 2018 – Penguin Rumble 1 ISBN 978-91-984457-1-8
- 2018 – Penguin Rumble 2 ISBN 978-91-984457-3-2
- 2019 – Penguin Rumble 3 ISBN 9789198445749
- 2020 – Penguin Rumble 4   ISBN 9789198445756
- 2020 – My Succubus Girlfriend [New], publicerad på Webtoon.
- 2022 – Vshojo Mythos
- 2023 – Wumpus Wonderventures, publicerad på Webtoon.